# چاپیویتسه
چاپیویتسه (به لهستانی:  Czapiewice) یک روستا در لهستان است که در گمینا بروسه واقع شده‌است. چاپیویتسه ۱۶۴ نفر جمعیت دارد.